# Charalampos Giannopoulos
Charalampos Giannopoulos  (griechisch Χαράλαμπος Γιαννόπουλος, * 13. Juli 1989 in Alexandria, Griechenland) ist ein griechischer Basketballspieler, der bei einer Körpergröße von 2,00 m auf der Position des Small Forward spielt.
Seine Profikarriere begann Giannopoulos bei PAOK Thessaloniki während der Saison 2005/2006. Nach mehreren Stationen bei den griechischen Traditionsvereinen Olympiakos Piräus, Panionios Athen sowie GS Peristeri wechselte er 2012 zu Panathinaikos Athen. Von 2020 bis 2022 spielte er für Promitheas Patras.

## Nationalmannschaft
Giannopoulos durchlief alle Nachwuchsnationalmannschaften Griechenlands und nahm mit diesen an insgesamt fünf Europameisterschaften teil. Zu seinen größten Erfolgen gehört die Goldmedaille bei der U-20 Europameisterschaft 2009 sowie die Vize-Europameisterschaft 2007 mit der U-18 Auswahl.

## Erfolge
- Griechischer Meister: 2013
- Griechischer Pokalsieger: 2013, 2020
- Intercontinental Cup: 2019
- U-20 Europameister: 2009
- U-18 Vize-Europameister: 2007

## Auszeichnungen
- Teilnahme an der U-20 Europameisterschaften: 2008, 2009
- Teilnahme an der U-18 Europameisterschaften: 2006, 2007
- Teilnahme an der U-16 Europameisterschaften: 2005

| Personendaten    | Personendaten                           |
| ---------------- | --------------------------------------- |
| NAME             | Giannopoulos, Charalampos               |
| KURZBESCHREIBUNG | griechischer Basketballspieler          |
| GEBURTSDATUM     | 13. Juli 1989                           |
| GEBURTSORT       | Alexandria (Griechenland), Griechenland |